# 森田まゆみ
森田 まゆみ（もりた まゆみ、1969年10月21日 - ）は、元アイドル歌手、元女優、鹿児島県鹿児島市出身。血液型はA型。本名同じ。
東京都立代々木高等学校卒業。

## 来歴
中学生時代はバスケットボール部でキャプテンだった。1984年にトーラスレコード、研音の主催「九州歌謡選手権ヤングフレッシュ・グランプリ」というオーディションで演歌を歌い準優勝し、研音にスカウトされ芸能界入りする。1985年4月20日にトーラスレコードより「しぼりたて好きです」というキャッチフレーズで「予感」でアイドル歌手デビュー。
「予感」は毎日放送制作・TBS系『中村敦夫の地球発22時』の街頭投票にて決定された楽曲。街を行きかう人にデビュー曲候補曲数曲をイヤホンで聞いてもらい「予感」が1位になったことで決定。オリコン42位と健闘し、当時の新人アイドルとしては上々の滑り出しを見せた。その年の新人賞レースに多く参戦もし、第4回メガロポリス歌謡祭で新人部門入賞、第11回日本テレビ音楽祭で新人奨励賞を獲得。同期に本田美奈子、芳本美代子、南野陽子、井森美幸などがいた。3枚のシングル、1枚のアルバムを発売するが、歌手活動は1年という短い期間だった。
1986年当時、マイケル・ジャクソン、スティーヴィー・ワンダーのファンであることを公言していた。同時期、歌手活動メインから女優活動中心となる。榊原郁恵主演『新・熱中時代宣言』では、妊娠をする不良女子高生役で話題になり、その後、中山美穂主演の『セーラー服反逆同盟』で森口博子と、偽セーラー服反逆同盟の役を演じたりと、ドラマ、映画などで活動した。
引退後は結婚し、子育てをしながら友人と花屋を経営しつつ、インディーズバンドで音楽活動を続けていたようであるが、2003年以降の動向は不明。

## ディスコグラフィー

### シングル
| #                | 発売日           | A/B面            | 収録曲                   | 作詞             | 作曲             | 編曲             | 規格品番         |                  |
| トーラスレコード | トーラスレコード | トーラスレコード | トーラスレコード         | トーラスレコード | トーラスレコード | トーラスレコード | トーラスレコード | トーラスレコード |
| ---------------- | ---------------- | ---------------- | ------------------------ | ---------------- | ---------------- | ---------------- | ---------------- | ---------------- |
| 1st              | 1985年 4月20日   | A面              | 予感                     | 伊藤薫           | 伊藤薫           | 大村雅朗         | 7TR-1095         |                  |
| 1st              | 1985年 4月20日   | B面              | 点と線                   | 伊藤薫           | 伊藤薫           | 大村雅朗         | 7TR-1095         |                  |
| 2nd              | 1985年 8月1日    | A面              | 渚のB.G.M                | 村越昭彦         | 伊豆一彦         | 大谷和夫         | 7TR-1097         |                  |
| 2nd              | 1985年 8月1日    | B面              | 胸さわぎ                 | 岡田冨美子       | 多々納好夫       | 大谷和夫         | 7TR-1097         |                  |
| 3rd              | 1985年 11月30日  | A面              | 失恋                     | 伊藤薫           | 伊藤薫           | 都志見隆         | 7TR-1104         |                  |
| 3rd              | 1985年 11月30日  | B面              | KissとあなたとI Love You | 伊藤薫           | 伊藤薫           | 都志見隆         | 7TR-1104         |                  |

### オリジナル・アルバム
| #                | 発売日           | タイトル           | Side             | 収録曲                  | 作詞             | 作曲             | 編曲             | 規格品番         |                  |
| トーラスレコード | トーラスレコード | トーラスレコード   | トーラスレコード | トーラスレコード        | トーラスレコード | トーラスレコード | トーラスレコード | トーラスレコード | トーラスレコード |
| ---------------- | ---------------- | ------------------ | ---------------- | ----------------------- | ---------------- | ---------------- | ---------------- | ---------------- | ---------------- |
| 1st              | 1985年 8月       | ホイッスル whistle | A面              | キッス未満              | 岡田冨美子       | 多々納好夫       | 鷺巣詩郎         | 28TR-2079        |                  |
| 1st              | 1985年 8月       | ホイッスル whistle | A面              | 花びえのグランド        | 戸沢暢美         | 森田公一         | 鷺巣詩郎         | 28TR-2079        |                  |
| 1st              | 1985年 8月       | ホイッスル whistle | A面              | 予感                    | 伊藤薫           | 伊藤薫           | 大村雅朗         | 28TR-2079        |                  |
| 1st              | 1985年 8月       | ホイッスル whistle | A面              | WINGS                   | 遠藤トム也       | 門倉聡           | 若草恵           | 28TR-2079        |                  |
| 1st              | 1985年 8月       | ホイッスル whistle | A面              | 点と線                  | 伊藤薫           | 伊藤薫           | 大村雅朗         | 28TR-2079        |                  |
| 1st              | 1985年 8月       | ホイッスル whistle | B面              | 微風                    | 村越昭彦         | 多々納好夫       | 鷺巣詩郎         | 28TR-2079        |                  |
| 1st              | 1985年 8月       | ホイッスル whistle | B面              | 16才の秘密              | 伊藤薫           | 伊藤薫           | 若草恵           | 28TR-2079        |                  |
| 1st              | 1985年 8月       | ホイッスル whistle | B面              | Sunshine☆ボーイフレンド | 松宮恭子         | 山川恵津子       | 若草恵           | 28TR-2079        |                  |
| 1st              | 1985年 8月       | ホイッスル whistle | B面              | 胸さわぎ                | 岡田冨美子       | 多々納好夫       | 鷺巣詩郎         | 28TR-2079        |                  |
| 1st              | 1985年 8月       | ホイッスル whistle | B面              | 渚のB.G.M               | 村越昭彦         | 伊豆一彦         | 若草恵           | 28TR-2079        |                  |

## メディア

### TVドラマ
- 新・熱中時代宣言 （1986年・日本テレビ）
- セーラー服反逆同盟（1986年・日本テレビ） - まゆみ 役
- 痛快!婦警候補生やるっきゃないモン! （1987年・テレビ朝日）
- 土曜ワイド劇場 （テレビ朝日）
  - 「長崎で消えた女」（1988年）
  - 「古都金沢 雪の殺意」（1990年）

### TV
- 中村敦夫の地球発22時 （1985年・TBS）

### 映画
- いとしのエリー （1987年）